# Џенифер Холидеј
Џенифер-Ивет Холидеј (енгл. Jennifer-Yvette Holliday; Хјустон, 19. октобар 1960) је афроамеричка пјевачица и глумица. Каријеру у Бродвеју је започела мјузиклима попут „Дјевојке из снова“, а доцније је стекла успјешну соло каријеру. Најпознатија је по ритам-и-блуз пјесми из бродвејског мјузикла „Дјевојке из снова“, коју је објавила као сопствени сингл и која је, као таква, награђена „Гремијем“, „And I Am Telling You I'm Not Going“. Ова пјесма је у оквиру мјузикла награђена и бродвејском наградом „Тони“.

## Лични живот
Џенифер Холидеј је примила почасну диплому доктора музичке умјетности на факултету музичке умјетности у Бостону 2000. године.
Џенифер Холидеј се удавала два пута. Први пут се удала у марту 1991, за клавијатуристу Билија Медоуза, само 2 мјесеца након што су се упознали у ноћном клубу гдје је пјевала. „Имао је тако добар смисао за хумор и насмијавао ме све вријеме“, изјавила је. „Тако дуго сам се осјећала лоше, да сам само хтјела да се смијем.“ У децембру 1991, само девет мјесеци касније, развели су се. По Холидејевој, „брак је изгубио енергију.“: „Просто нисмо довољно познавали једно друго“.
Други пут се удала за свештеника Андреа Вудса из Мичигена. Брак је трајао од 21. марта 1993. до 1994. године. Холидејева је била разочарана када се и тај брак завршио 1994. године, само четири мјесеца након што јој је мајка умрла од рака. „Било је то као двије смрти у исто вријеме“, изјавила је касније.

### Гојазност
Током 1990-их, Холидејева је изгубила знатну количину тјелесне масе и често говорила о својим здравственим биткама са клиничком депресијом. Данас је активисткиња на том плану. Трудећи се да не стекне поново стару тјелесну масу, ишла је на операцију за уграђивање гастричког бајпаса.
Прије двадесет година, била сам у „Дјевојкама из снова“, али сам увијек представљала предмет шале јер сам била огромна. Једном сам отишла на рођенданску журку организовану у моје име, а у Њујорк поусту су писали да сам поломила столицу јер сам била превелика. Па, нисам поломила столицу; просто била је баш климава. Али, понижење је било ужасно … чак и након што сам изгубила на тежини, остала сам иста особа.